# 울피우스 씨족

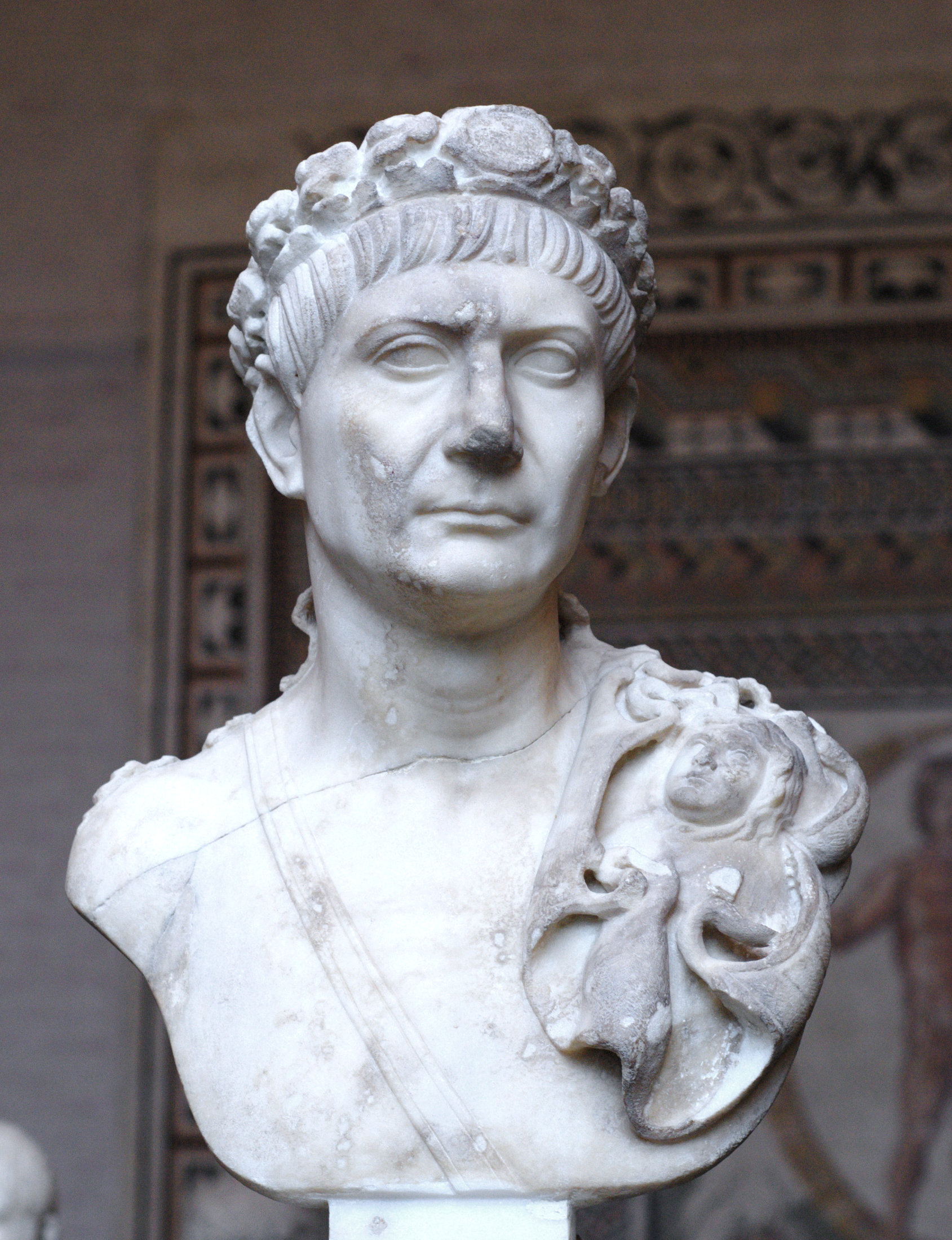
뮌헨 글립토테크에 있는 트라야누스상

울피아 씨족 (gens Ulpia)은 서기 1세기에 유명해진 고대 로마의 가문이다. 이 씨족은 서기 98년부터 117년까지 집권한 로마 황제 트라야누스로 유명하다. 제30군단이 트라야누스를 기리며, 이 씨족의 명칭인 울피아(Ulpia)를 사용했다.. 오늘날의 소피아인 세르디카는 울피아 세르디카라고 개명되기도 했다.

## 기원
울피아 씨족은 움브리아에서 기원했다. 이들이 피케눔의 아일리아 씨족과 관련이 있다는 것 외에는 알려진 것이 거의 없다. 씨족의 명칭 (Ulpius)은 "늑대"를 의미하는 라틴어 lupus에 대한 움브리아어의 같은 어원에서 전래된 것으로 보이며, 아마도 라틴어로 "여우"를 나타내는 vulpes와 관련이 있을 것이다.
씨족 중에 가장 유명한 이들은 울피 트라야니(Ulpii Trajani)계로, 트라야누스의 전기에 따르면, 움브리아 남부 투데르에서 왔다고 하며, 그곳에는 이 일족에 대한 증거가 존재한다고 한다. 이 일족의 구성원들은 트라야누스가 태어났던, 로마령 스페인의 이탈리카 식민지 이주자들이었다. 이들은 아드리아에서 건너온 아일리아 씨족과 관련이 있다. 트라야누스의 숙모는 마찬가지로 이탈리카 출생자인 하드리아누스의, 조모였다.

## 인물
- 마르쿠스 울피우스 트라야누스: 트라야누스 황제의 아버지로, 서기 72년에 보조 집정관이었다.[a][7][8][6]
- 울피아: 트라야누스의 숙모로, 아일리우스 마룰리누스와 혼인하였으며, 하드리아누스 황제의 조모였다.[6]
- 마르쿠스 울피우스 M. f. 트라야누스: 서기 91년의 집정관으로, 그 이후에 네르바 황제에게 입양되었고, 서기 98년부터 117년까지 로마 황제였다.[9][10][11]
- 울피아 M. f. 마르키아나: 트라야누스의 누이로, 가이우스 살로니우스 마티디우스 파트루이누스와 혼인했다.[6]
- 울피우스 마르켈루스: 안토니누스 피우스와 마르쿠스 아우렐리우스 집권기의 변호사
- 울피우스 마르켈루스: 변호사인 울피우스 마르켈루스의 아들로 추정하며, 콤모두스 집권기의 브리타니아 총독이었다.
- 울피우스 마르켈루스: 브리타니아 총독과 같은 인물로 추정하지만, 연대 추정의 불확실성으로 일부 학자들은 그가 같은 이름을 지닌 아들이 있었다고 믿는다.
- 울피우스 율리아누스: 마크리누스 황제 시기의 친위대 사령관으로, 엘라가발루스의 반란을 진압하러 보내지지만, 서기 218년에 자신의 병력들에게 살해당한다.[12][13][14]
- 마르쿠스 울피우스 레우루스: 히파타 출신이며, 2세기 말에 보조 집정관이었다.[15]
- 울피아 고르디아나 (Ulpia Gordiana): 《히스토리아 아우구스타》에 의하면 고르디아누스 1세 황제의 어머니라고 한다.[16]
- 마르쿠스 울피우스 에우비오투스 레우루스: 보조 집정관 레우루스의 아들로, 서기 230년경 무렵 불확실한 시기의 보조 집정관이었다.[17]
- 마르쿠스 울피우스 M. f. 플라비우스 티사메누스: 보조 집정관 에우비오투스 레우루스의 장남이다.[18]
- 마르쿠스 울피우스 M. f. 푸피에누스 막시무스: 에우비오투스 레우루스의 막내 아들이다.[18]
- 울피우스 크리니투스: 보피스쿠스에 따르면, 발레리아누스 황제 시기의 성공적인 장군으로, 트라야누스 가문의 후손이라 주장된 인물이다. 그는 장차 미래의 황제 아우렐리아누스인 루키우스 도미티우스 아우렐리아누스를 입양했고, 그와 함께 257년에 보조 집정관으로 임명되었다. 현대 역사가들은 그가 저자의 허구적 인물이라 의심하지만, 실존했다면, 그는 울피아 세베리나 황후의 아버지였을 것이다.[19][20]
- 울피아 세베리나: 아우렐리아누스의 아내이자, 서기 271년부터 275년까지 로마의 황후였다.
- 가이우스 울피우스 코르넬리우스 라일리아누스: "30인의 참주" 중 한 명으로, 포스투무스를 상대로 반란을 일으키고 갈리에누스 황제 집권기인 서기 269년에 스스로 황제라 선포했지만, 대략 두 달 뒤에 모군티아쿰에서 살해당했다.[21][22][23][24]
- 마르쿠스 울피우스 푸피에누스 실바누스: 3세기 말에서 4세기 중엽의 것으로 보는, 캄파니아주 수렌툼에서 출토된 비문에서 언급된 원로원 의원이며, 아마도 보조 집정관 마르쿠스 울피우스 레우루스의 후손일 것이다[25]

## 참고
1. ↑  Ladislav Vidman의 파스티 오스티엔세스에 대한 최신 개정에선 그의 집정관직을 Gallivan이 추정한 70년보다는 서기 72년에 둔다.

## 참고 문헌
- Gaius Plinius Caecilius Secundus (Pliny the Younger), Panegyricus Trajani (Panegyric on Trajan).
- Lucius Cassius Dio Cocceianus (Cassius Dio), Roman History.
- 헤로디아노스, History of the Empire from the Death of Marcus.
- Aelius Lampridius, Aelius Spartianus, Flavius Vopiscus, Julius Capitolinus, Trebellius Pollio, and Vulcatius Gallicanus, Historia Augusta (Augustan History).
- 에우트로피우스, Breviarium Historiae Romanae (Abridgement of the History of Rome).
- 섹스투스 아우렐리우스 빅토르, De Caesaribus (On the Caesars), Epitome de Caesaribus (attributed).
- 루이세바스티앙 르 냉 드 틸몽, Histoire des Empereurs et des Autres Princes qui ont Régné Durant les Six Premiers Siècles de l’Église (History of the Emperors and Other Princes who Ruled During the First Six Centuries of the Church), Chez Rollin Fils, Paris (1690-1697, 1701, 1738).
- 요제프 힐라리우스 에켈, Doctrina Numorum Veterum (The Study of Ancient Coins, 1792–1798).
- Dictionary of Greek and Roman Biography and Mythology, 윌리엄 스미스, ed., Little, Brown and Company, Boston (1849).
- James H. Oliver, "The Sacred Gerusia", in Hesperia Supplements, No. 6 (1941).
- 로널드 심, Tacitus, Clarendon Press, Oxford (1958).
- Paul A. Gallivan, "The Fasti for A.D. 70–96", in Classical Quarterly, vol. 31, pp. 186–220 (1981).
- Paul M. M. Leunissen, Konsuln und Konsulare in der Zeit von Commodus bis Severus Alexander, J.C. Gieben, Amsterdam (1989).
- Julian Bennett, Trajan: Optimus Princeps, Routledge, (1997).
- Daniël den Hengst, Emperors and Historiography: Collected Essays on the Literature of the Roman Empire by Daniël den Hengst, Brill, Leiden (2010).